# Cryptanthus pseudopetiolatus
Cryptanthus pseudopetiolatus là một loài thực vật có hoa trong họ Bromeliaceae. Loài này được Philcox mô tả khoa học đầu tiên năm 1992.